# آرتان-سیور-توئه
آرتان-سیور-توئه (به فرانسوی: Artannes-sur-Thouet) یک کمون در فرانسه است که در canton of Saumur-Sud واقع شده‌است. آرتان-سیور-توئه ۶٫۶۱ کیلومتر مربع مساحت دارد ۴۰ متر بالاتر از سطح دریا واقع شده‌است.